# Dermatocarpon
Dermatocarpon Eschw. (skórnica) – rodzaj grzybów z rodziny brodawnicowatych (Verrucariaceae). Ze względu na współżycie z glonami zaliczany jest do porostów.

## Systematyka i nazewnictwo
Pozycja w klasyfikacji według Index Fungorum: Verrucariaceae, Verrucariales, Incertae sedis, Chaetothyriomycetidae, Pezizomycotina, Ascomycota, Fungi.
Synonimy nazwy naukowej:
Capnia Vent. 1799, Endocarpomyces E.A. Thomas ex Cif. & Tomas.1953, Endocarpon subdiv. Entosthelia Wallr. 1831, Entosthelia (Wallr.) Hue1915, Epistictum Trevis.
Nazwa polska według Krytycznej listy porostów i grzybów naporostowych Polski.

## Gatunki występujące w Polsce
- Dermatocarpon arnoldianum Degel. 1934[4] – skórnica Arnolda
- Dermatocarpon intestiniforme (Körb.) Hasse 1912 – skórnica zwinięta
- Dermatocarpon leptophyllum (Ach.) K.G.W. Lång 1912 – skórnica drobna
- Dermatocarpon luridum (Dill. ex With.) J.R. Laundon 1984 – skórnica wodna
- Dermatocarpon miniatum (L.) W. Mann 1825 – skórnica czerwonawa

Nazwy naukowe na podstawie Index Fungorum. Nazwy polskie według W. Fałtynowicza.